# Ortobicupola quadrata
In geometria solida, l'ortobicupola quadrata è un poliedro con 18 facce che può essere costruito, come intuibile dal suo nome, unendo due cupole quadrata per la loro base ottagonale.

## Caratteristiche
Un'ortobicupola quadrata avente come facce solo poligoni regolari è uno dei 92 solidi di Johnson, in particolare quello indicato come J28, ossia un poliedro strettamente convesso avente come facce dei poligoni regolari ma comunque non appartenente alla famiglia dei poliedri uniformi.
Per quanto riguarda i suoi 16 vertici, su 8 di essi incidono tre facce quadrate e una triangolare, mentre sugli altri 8 incidono due facce quadrate e due triangolari.

## Formule
Considerando un'ortobicupola quadrata avente come facce dei poligoni regolari aventi lato di lunghezza {\displaystyle a}, le formule per il calcolo del volume {\displaystyle V} e della superficie {\displaystyle A} risultano essere:
{\displaystyle A=\left(10+2{\sqrt {3}}\right)a^{2}\approx 13,4641016\ldots a^{2};}
{\displaystyle V=\left(2+{\frac {4{\sqrt {2}}}{3}}\right)a^{3}\approx 3,8856181\ldots a^{3}.}

## Poliedri e tassellature dello spazio correlati
L'ortobicupola quadrata può essere allungata attraverso l'inserimento di un prisma ottagonale tra le due cupole portando alla generazione di un rombicubottaedro, o ristretta attraverso la rimozione di un prisma esagonale irregolare portando alla generazione di una bipiramide quadrata elongata.  

### Tassellature spaziali
L'ortobicupola quadrata è uno dei componenti di diverse tassellature spaziali non uniformi che la vedono associata con: 
- tetraedri;
- Cubi e tetraedri;
- Cubi e Cubottaedri;
- Tetraedri, piramidi quadrate e varie combinazioni di cubi, piramidi quadrate elongate e bipiramidi quadrate elongate.[2]